# Osówka (góra)
Osówka (niem. Säuferhöhen, 716 m n.p.m.) – góra w południowo-zachodniej Polsce, w Sudetach Środkowych, w Górach Sowich.

## Położenie i opis
Wzniesienie położone w północno-zachodniej części Gór Sowich, w niewielkim grzbiecie masywu Włodarza, na południowy wschód od miejscowości Głuszyca.
Niewielkie wzniesienie, o stromych zboczach i małym wierzchołku, wyrastającym na 16 m z południowego zbocza Moszny, opadającego w kierunku Wzgórz Wyrębińskich.
Góra zbudowana z prekambryjskich gnejsów, nazywanych często gnejsami sowiogórskimi.
Wierzchołek i zbocza w całości porośnięte lasem świerkowym regla dolnego, z niewielką domieszką drzew liściastych.
W masywie Osówki udostępniono do zwiedzania obiekty naziemne oraz podziemne sztolnie nazistowskiego projektu „Riese” z okresu II wojny światowej. Do zasadniczej części podziemnego kompleksu prowadzą dwa wejścia od strony południowo-wschodniej. W komorze kompleksu wbudowana tablica pamiątkowa z nazwiskami osób, które odbudowały i udostępniły obiekt do zwiedzania. Na zboczach widoczne pozostałości po kolejce wąskotorowej oraz fundamenty siłowni i baraków więziennych z okresu budowy kompleksu.
U podnóża góry, obok potoku Kłobia, ślady wyrobisk z lat 50. XX wieku po eksploatacji rud uranu.
Wzniesienie położone na obszarze Parku Krajobrazowego Gór Sowich.

## Filia Groß-Rosen
U podnóża góry, w dolinie Kłobii znajdował się AL Säuferwasser – filia obozu koncentracyjnego Groß-Rosen.

## Turystyka
W pobliżu szczytu zboczem prowadzi szlak turystyczny:
- czarny –  martyrologii z Głuszycy do Jugowic, prowadzi południowo-wschodnim zboczem.